# Masayoshi Son

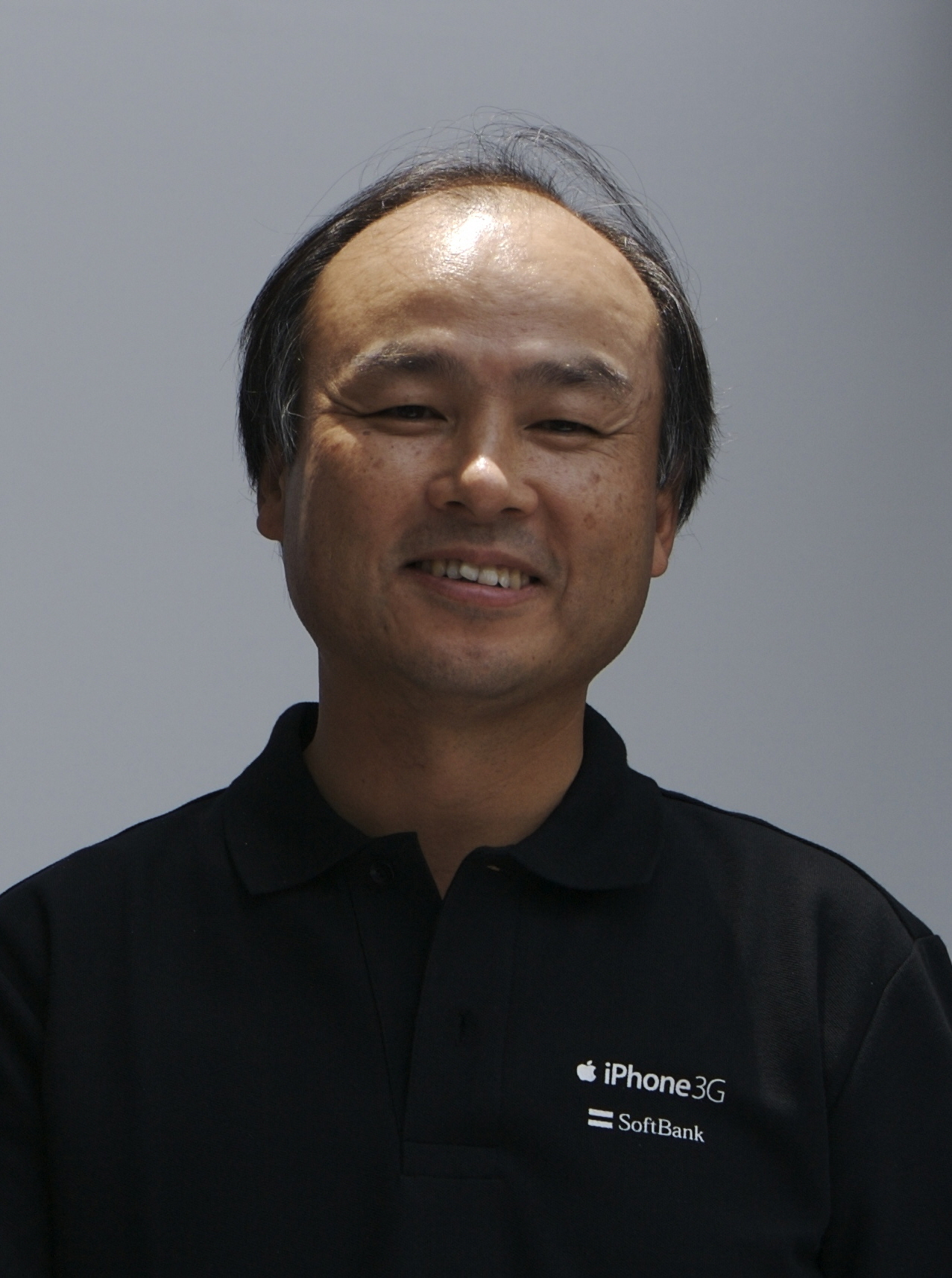
Masayoshi Son (2008)

Masayoshi Son (jap. 孫正義 Son Masayoshi, kor. 손정의 Son Jeong-ui; * 11. August 1957 in Tosu, Präfektur Saga) ist ein japanischer Unternehmer. Seine Eltern sind koreanischer Abstammung. Er ist Gründer und CEO der SoftBank Group sowie CEO von SoftBank Mobile. Nach der Forbes-Liste von 2022 ist er mit einem Gesamtvermögen von geschätzten 21,3 Mrd. US-Dollar der reichste Mann Japans.

## Biographie
Son wuchs in seiner Geburtsstadt Tosu in dritter Generation von koreanischen Einwanderern auf. Die rund 70.000 Einwohner zählende Stadt ist vor allem als Eisenbahnknotenpunkt bekannt, wo er direkt an der Hauptlinie, in einer illegal errichteten Bretterbude mit einem Blechdach, aufwuchs. Aufgrund seiner Herkunft verwendete Son oft den japanischen Namen Yasumoto (安本), um nicht Ziel von ausländerfeindlichen Angriffen zu werden.
Einem Ratschlag des japanischen McDonald’s-Präsidenten Den Fujita folgend, wollte Son Englisch und Informatik studieren. Als er 15-jährig war, erkrankte sein Vater, sodass sein älterer Bruder daraufhin die Schule abbrechen und einer Arbeit nachgehen musste. Gegen den Widerstand seiner Eltern und Lehrer zog Son mit 16 nach San Francisco, lernte Englisch, schloss die High School ab und studierte. Die Inspiration zu diesem Schritt entnahm er einem Buch über den Samurai-Helden Ryoma Sakamoto, der Japan gegen die westlichen Großmächte aufrüsten wollte.
An der University of California, Berkeley studierte er Wirtschaft, besuchte Informatik-Vorlesungen und lernte dabei, Software zu entwickeln. Er war überzeugt davon, dass die Informationstechnik die nächste Wirtschaftsrevolution auslösen werde.
Son ließ sich ein Übersetzungsgerät patentieren, das er für umgerechnet 1,7 Millionen US-Dollar an Sharp Electronics verkaufen konnte. Mit dem verdienten Geld importierte Son das Arcade-Spiel Space Invaders und verbreitete es am Berkeley-Campus. Nach dem Abschluss als BA in Ökonomie 1980 gründete Son das Unternehmen Unison in Oakland, das später von Kyocera gekauft wurde.

## SoftBank
1981 kehrte Son nach Japan zurück und gründete dort mit einem Eine-Million-Dollar-Kredit der Dai-Ichi Kangyo Bank das Software-Unternehmen SoftBank Capital. Zunächst war er mal mehr, mal weniger erfolgreich. Nach einigen Skandalen kündigte die Bank den Kredit, woraufhin Son einen neuen Kredit von der Industrial Bank of Japan erhielt. In dieser Zeit bandelte er mit Microsoft Japan an und erwarb einen 25-%-Anteil an Novell Japan.
Nach seiner Heirat mit einer Japanerin wurde Son japanischer Staatsbürger. 1994 verlor Son den Bieterstreit um Ziff-Davis, konnte das Unternehmen ein Jahr später aber doch für 2,1 Milliarden US-Dollar – etwa eine halbe Milliarde mehr, als er 1994 geboten hatte – kaufen.
1995 besaß SoftBank 37 Prozent von Yahoo, 1996 wurde COMDEX für 900 Millionen US-Dollar gekauft, Kingston Technology für 2,1 Milliarden. 1997 investierte SoftBank in viele Internet-Unternehmen. Dadurch wurde SoftBank zu einem der Hauptgewinner der New Economy. Auf dem Zenit der Dotcom-Blase war SoftBank etwa 140 Milliarden US-Dollar wert. Son gehörten zu dieser Zeit 53 Prozent von SoftBank.
SoftBank verleibte sich weitere Unternehmen ein, auch wenn diese damals völlig überbewertet waren. Finanziert wurden die zahlreichen Käufe mit einer Reduzierung des Anteils an Yahoo auf 22,58 Prozent. Eines der spektakulärsten übernommenen Unternehmen war die Nippon Credit Bank, später Aozora Bank. Außerdem wollte Son den Ausbau von Breitband-Internetzugängen vorantreiben und damit Marktführer werden. Die dazu gegründeten Unternehmen Softbank Networks und BB Technologies wurden bald zu einer erfolgreichen Konkurrenz für Nippon Telegraph and Telephone (NTT), das sich mit dem Ausbau von breitbandigen Anschlüssen zu viel Zeit gelassen hatte.
Nachdem die New Economy und damit auch SoftBank in den folgenden Jahren stark an Wert verloren hatten, konzentrierte sich Son auf Yahoo BB (ADSL Breitband) und BB Phone. Yahoo BB besaß 4,3 Millionen ADSL-Kunden, schrieb aber Verluste. SoftBank hatte mittlerweile Schulden von über einer Milliarde US-Dollar angehäuft. Nach der Übernahme von Japan Telecom wurde Yahoo BB Japans führender Breitband-Internet-Provider.
Am 17. März 2006 übernahm SoftBank Vodafone Japan für etwa 15 Milliarden US-Dollar, Masayoshi Son wurde CEO. Darüber hinaus sicherte sich SoftBank von Apple exklusiv für den japanischen Markt die iPhone-Rechte. 2012 erwarb SoftBank 78,5 % der Anteile am französischen Entwickler Aldebaran Robotics. 2013 wurde für ca. 20 Milliarden US-Dollar der US-amerikanische Mobilfunkanbieter Sprint übernommen.
2024 erklärte Son, der Zweck Softbanks und Sinn seines verbleibenden Lebens solle im Aufbau von ‚Superintelligenz‘ liegen. Er stelle sich eine Welt in zehn Jahren vor, in der mehrere superintelligente Systeme untereinander kommunizierten, die die Fähigkeiten von Menschen um das 10.000-fache überträfen.